# Skazi

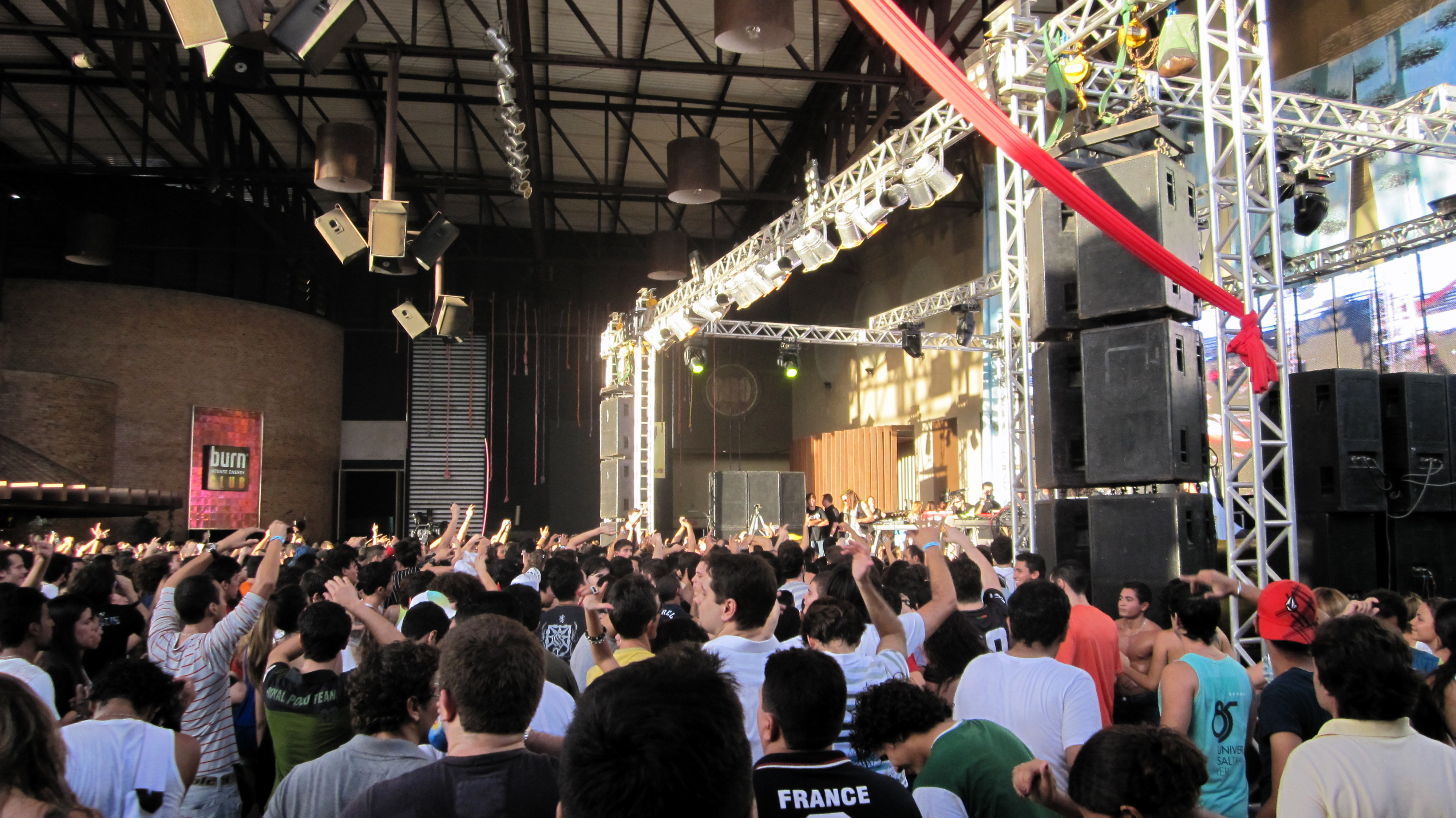
Un concert de Skazi en 2010.

Skazi est un groupe israélien de psychédélique, fondé par Asher Swissa en 1998. Son premier album, Animal, est sorti en 2000.
Asher Swissa est un ancien punk et hardcore. Il mélange psytrance avec hardcore, techno, et des sons avec de la guitare électrique. 
Skazi sort son deuxième album, Storm, en 2002, puis quatre compilations entre 2001 et 2004 : Zoo, Zoo2, Zoo3 et Most Wanted.
Assaf B-Bass rejoint Asher Swissa après la sortie d’Animal, cependant Asher reste le représentant principal du groupe.
Skazi se produit lors de grandes raves face à des dizaines de milliers de personnes. Il a participé à des festivals de psytrance dans de nombreux pays, dont : Israël, Japon, Brésil, Mexique, Allemagne, Grèce, Serbie, Afrique du Sud, Suisse, Pays-Bas, Portugal, Australie, Russie, Inde, Espagne, Royaume-Uni, Bulgarie, Italie, Hongrie, Danemark, Suède. Skazi a joué dans plus de 1000 fêtes pendant ces six dernières années[Lesquelles ?]. 
Son label est Chemical Crew.

## Discographie
- Animal (Shaffel Records 2001)
- Storm (Shaffel Records 2002)
- Media:Zoo1 (octobre 2001)
- Media:Zoo2 (janvier 2003)
- Media:Zoo3 2CD (janvier 2003)
- Media:Animal in Storm (Special Edition - Double CD)
- Media:Most wanted - Compiled By Skazi (janvier 2003)
- Total Anarchy (Japanese Import 2006)
- My Way (2012)

### autres
- - Skazi & Blastoyz - Coeur sur un arbre (2020)